# 反动学术权威

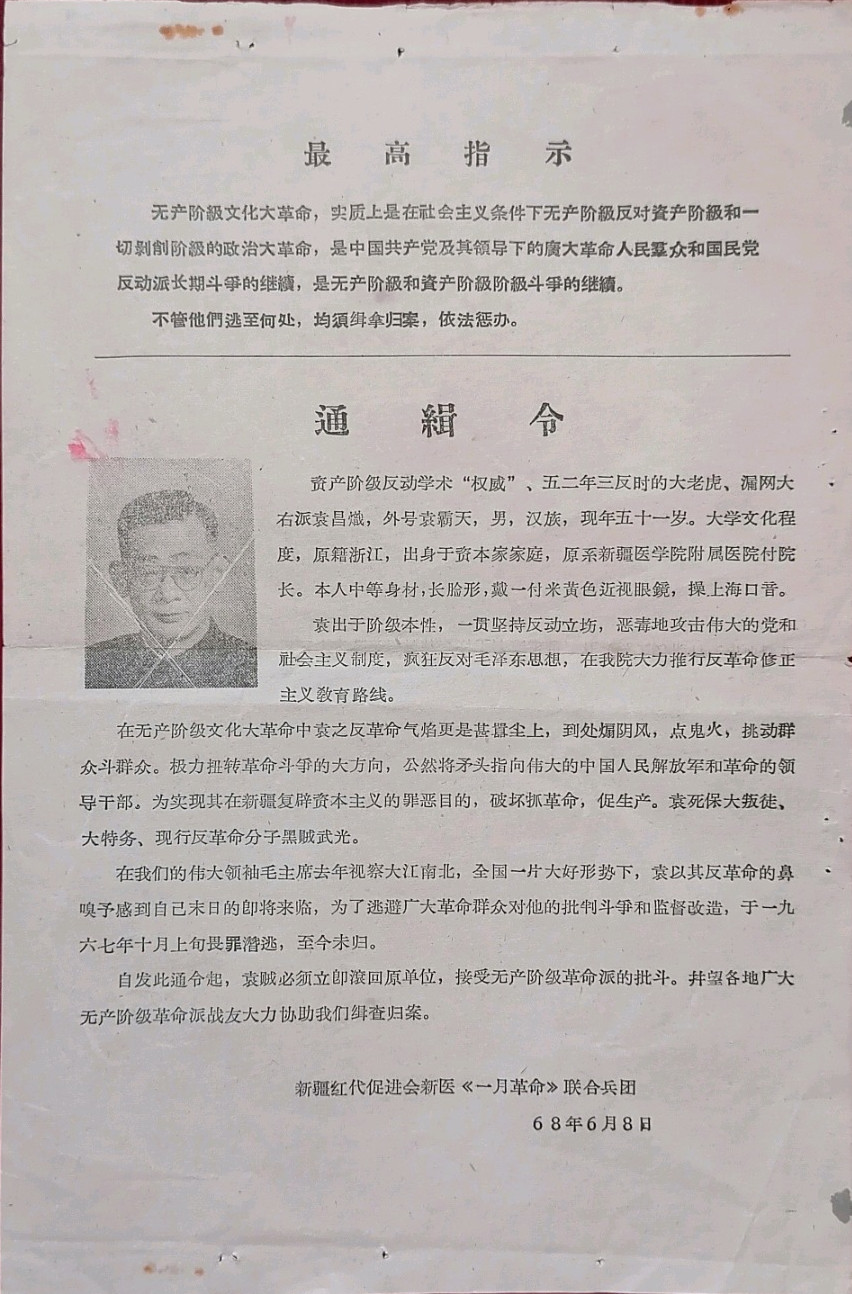
新疆「革命」组织对一位「资产阶级反动学术『权威』」的通缉令

反動學術權威是文化大革命爆發前夕及以後，中华人民共和国社会對部分高级知識份子的蔑稱。
此称谓被认为起源于毛澤東语“知识越多越反动”，很多知识分子因此被下放五七幹校或插隊落戶。亦有知识分子如熊十力、田漢、老舍、翦伯贊、傅雷等，因被视为反动学术权威而自杀。